# Schneur Zalman de Liadí
El rabino Schneur Zalman de Liadí (hebreo: שניאור זלמן מליאדי) (15 de septiembre de 1745 – 27 de diciembre de 1812), también conocido como el Alter Rebe, el Baal HaTania, y el Rav, nació en la aldea de Liozna, Bielorrusia, y murió en Peny, ambos en el Imperio ruso. 
En 1764 viajó a Mezhirichi para estudiar bajo la tutela del sucesor del rabino Israel ben Eliezer (Baal Shem Tov), el rabino Dov Ber de Mezeritch.
Su mayor obra es el Tania, sobre la filosofía y el estilo de vida de Jabad, publicado por primera vez en 1796.
Fue excomulgado en 1777 y en una segunda ocasión por Elijahu ben Shlomó Zalman (Gaón de Vilna) en 1781, junto con otros jasídicos considerados herejes por los mitnagdim ("los opositores"). La acusación consistía en la afirmación referente a que los judíos jasídicos creen en el panenteísmo, es decir que dios está presente en todo, incluso en los objetos inanimados.

## Citas
Al Rabino Shneur Zalman en una visión se le dijo que el Tercer Templo en Jerusalén
tendrá un muro para los judíos, un muro para los cristianos, un muro para los musulmanes y un muro para todas las demás religiones.
Cuando sea reconstruido, vendrá el Mesías